# Preisspiegel
Als Preisspiegel wird im Einkauf, einem Bestandteil der Beschaffungslogistik, die Zusammenstellung der Angebote verschiedener Lieferanten auf eine Anfrage bezeichnet. 
Der Preisspiegel sollte folgende Komponenten enthalten:
- Bezeichnung des Artikels
- Menge des angefragten Artikels
- eventuelle Positionsnummer/Leistungsgruppen in einem Leistungsverzeichnis
- Preis pro Stück für den angefragten Artikel des jeweiligen Anbieters
- Rabatte in Geld- und Güterform
- Skonto
- Bonus
- Verpackungseinheit des Artikels
- Gesamtsumme der jeweiligen Position bzw. Leistungsgruppe
- Mindestbestellmenge
- Vergabevorschlag des Einkäufers
- +/−-Vergleich gegenüber der derzeitigen Einkaufspreis-Abweichung in Summe bzw. in Prozent
- Gültigkeit des Angebotes

Im Bauwesen, wo im Vergabeprozess die einzelnen Bieterangebote – zwecks Auftragserteilung – wirtschaftlich miteinander verglichen werden müssen, ist der Preisspiegel ein wichtiges Hilfsmittel.
Das Werkzeug des händischen Preisspiegels wird zunehmend durch gängige Kalkulationsprogramme abgelöst.
Im Bauwesen haben sich dagegen spezielle AVA-Systeme etabliert, womit sich verschiedene Preisspiegelvarianten automatisch erstellen lassen. 